# Боян Слат
Боян Слат (нід. Boyan Slat, нар. 27 липня 1994 року) — голландський винахідник, підприємець та студент аерокосмічної інженерії, який покинув навчання і зараз є CEO в організації The Ocean Cleanup.

## Раннє життя
Слат народився 27 липня 1994 року в Делфті. Він займається інженерними проектами та винаходами з віку двох років. Встановив рекорд Гіннеса, випустивши 213 водних ракет одночасно, коли йому було 22 роки.

## Початковий інтерес до забруднення пластиком
У 2011 році, у віці 16 років, під час дайвінгу в Греції Слат виявив, що в морі більше пластику, ніж риби. Він вирішив присвятити забрудненню океану пластиком шкільний проект і дослідити, чому вважається, що його неможливо очистити. Пізніше він прийшов до ідеї побудувати пасивну систему, що використовуватиме циркуляцію океанічних течій, яку представив у своєму виступі на TEDx у Делфті у 2012 році.
Слат покинув навчання в Делфтському технічному університеті, щоб присвятити час розробці своєї ідеї. Він заснував The Ocean Cleanup в 2014 році, і незабаром його TEDx-виступ набув вірусного характеру після того, як ним поділилися кілька новинних сайтів.
«Технологія є найпотужнішим агентом змін. Це підсилювач наших людських можливостей», — написав Слат у журналі The Economist . — «У той час як інші агенти змін покладаються на перестановку наявних будівельних блоків суспільства, технологічні інновації створюють абсолютно нові, розширюючи наш інструментарій для вирішення проблем».

## The Ocean Cleanup
У 2014 році Слат заснував некомерційну організацію The Ocean Cleanup, у якій він є головним директором . Місія групи полягає у розробці передових технологій для позбавлення пластика світового океану. Вони зібрали 2,2 млн дол. США через кампанію збору коштів, залучивши 38 000 донорів із 160 країн. У червні 2014 року Ocean Cleanup опублікували техніко-економічне обґрунтування на 528 сторінках про потенціал проекту. Океанографи Кім Мартіні та Міріам Ґолдштейн оголосили цю концепцію нездійсненною у своїй технічній критиці на вебсайті Deep Sea News, на яку посилалися інші публікації, включаючи Popular Science та The Guardian. The Guardian повідомив, що станом на березень 2016 року Ocean Cleanup продовжував тестування та вдосконалення концепції.
Від початку роботи Ocean Cleanup зібрали 31,5 млн доларів пожертв від підприємців у Європі та в Силіконовій долині, в тому числі, жертводавцем став Марк Беніофф, генеральний директор Salesforce. Слат стверджує, що за його підрахунками, розробка нових дизайнів дозволить знищити половину Великої тихоокеанської сміттєвої плями упродовж п'яти років за мінімальних витрат. Проект розпочнеться з однієї системи в середині 2018 року та поступово використовуватиме додаткові системи, поки не буде досягнуто повномасштабного розгортання до 2020 року.

## Нагороди та визнання

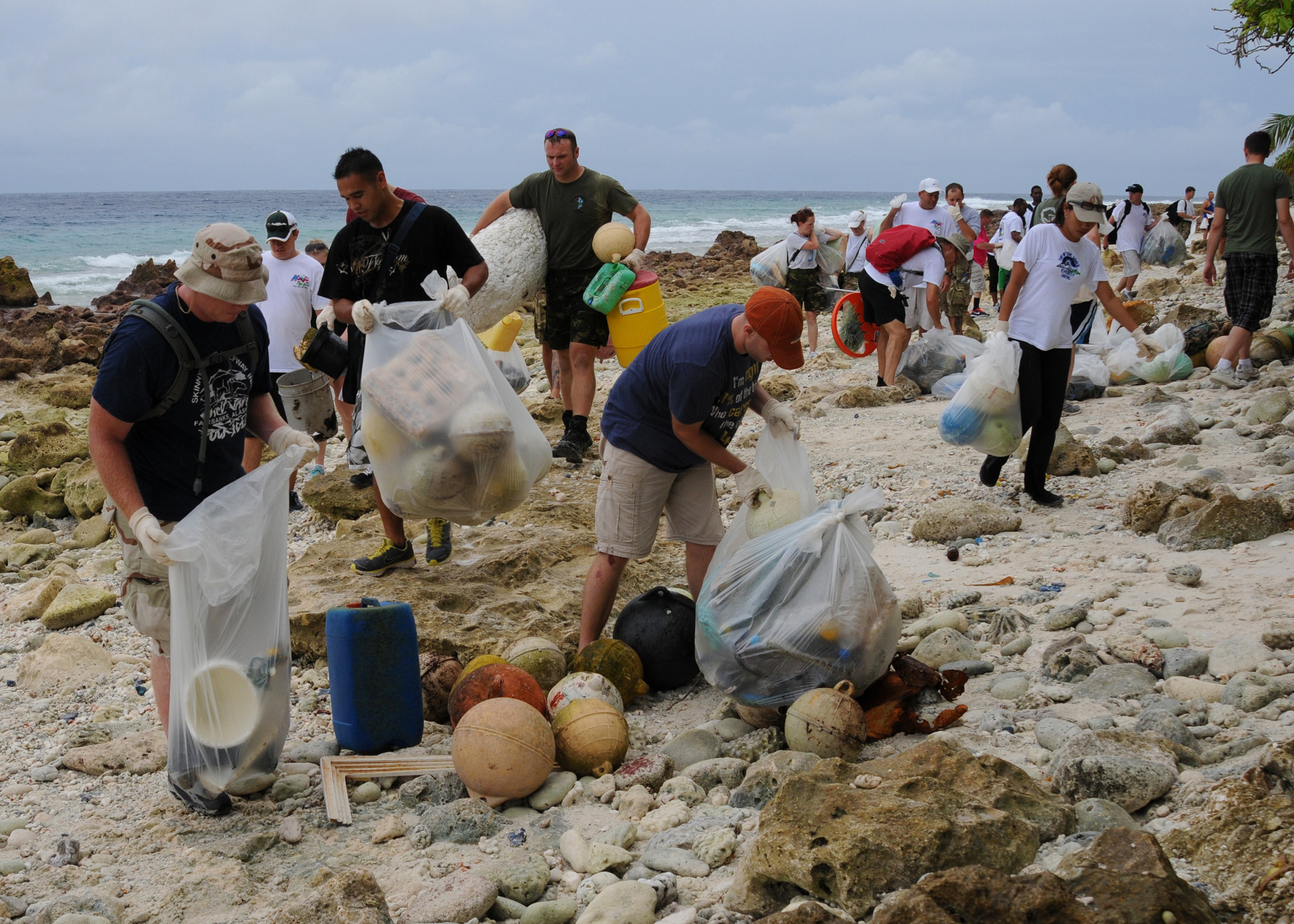
Моряки прибирають пляж у Гарсії

У листопаді 2014 року Слат отримав премію «Чемпіони Землі» Програми ООН з довкілля. Король Норвегії Гаральд V присудив Слату премію «Молодий підприємець» у 2015 році. Forbes включив його до свого списку «30 до 30» у 2016 році. Отримав стипендію Тіля (програму розпочав у 2011 році венчурний капіталіст та співзасновник PayPal Пітер Тіль): програма дає 100 000 доларів підприємцям віком 22 років і молодшим, які залишили або відклали навчання у коледжі для роботи над своїм стартапом. У лютому 2017 року Reader's Digest назвав Слата Європейцем року, а голландський журнал Elsevier дав йому звання Nederlander van het Jaar 2017 («Нідерландець 2017»). У травні 2018 року отримав премію Euronews «Європейський підприємець року».